# Tatjana Tarasowa (panczenistka)
Tatjana Nikołajewna Tarasowa (ros. Татьяна Николаевна Тарасова, ukr. Тетяна Миколаївна Тарасова, Tetiana Mykołajiwna Tarasowa; ur. 8 listopada 1957 w Akmolińsku) – radziecka łyżwiarka szybka pochodzenia ukraińskiego, srebrna medalistka mistrzostw świata.

## Kariera
Największy sukces w karierze Tatjana Tarasowa osiągnęła w 1981 roku, kiedy zdobyła srebrny medal podczas mistrzostw świata w wieloboju sprinterskim w Grenoble. W zawodach tych rozdzieliła na podium Karin Enke z NRD i swą rodaczkę, Natalję Pietrusiową. Był to jednak jedyny medal wywalczony przez nią na międzynarodowej imprezie tej rangi. W tej samej konkurencji była też trzynasta na rozgrywanych rok wcześniej sprinterskich mistrzostwach świata w West Allis. W 1980 roku wzięła również udział w igrzyskach olimpijskich w Lake Placid, gdzie była ósma w biegu na 500 m. W 1980 roku zakończyła karierę.
Tatjana Tarasowa występowała także pod nazwiskami Kowalenko i Kuleszowa.